# Gongkar
Gongkar, de son complet nom Sonam Gompo Gokharwa (tibétain : སྒོག་མཁར་བ་བསོད་ནམས་མགོན་པོ, Wylie : sgog-mkhar-ba bsod-nams mgon-po ca 1898 / 99 - 1917 / novembre 1919), est un militaire tibétain.

## Biographie

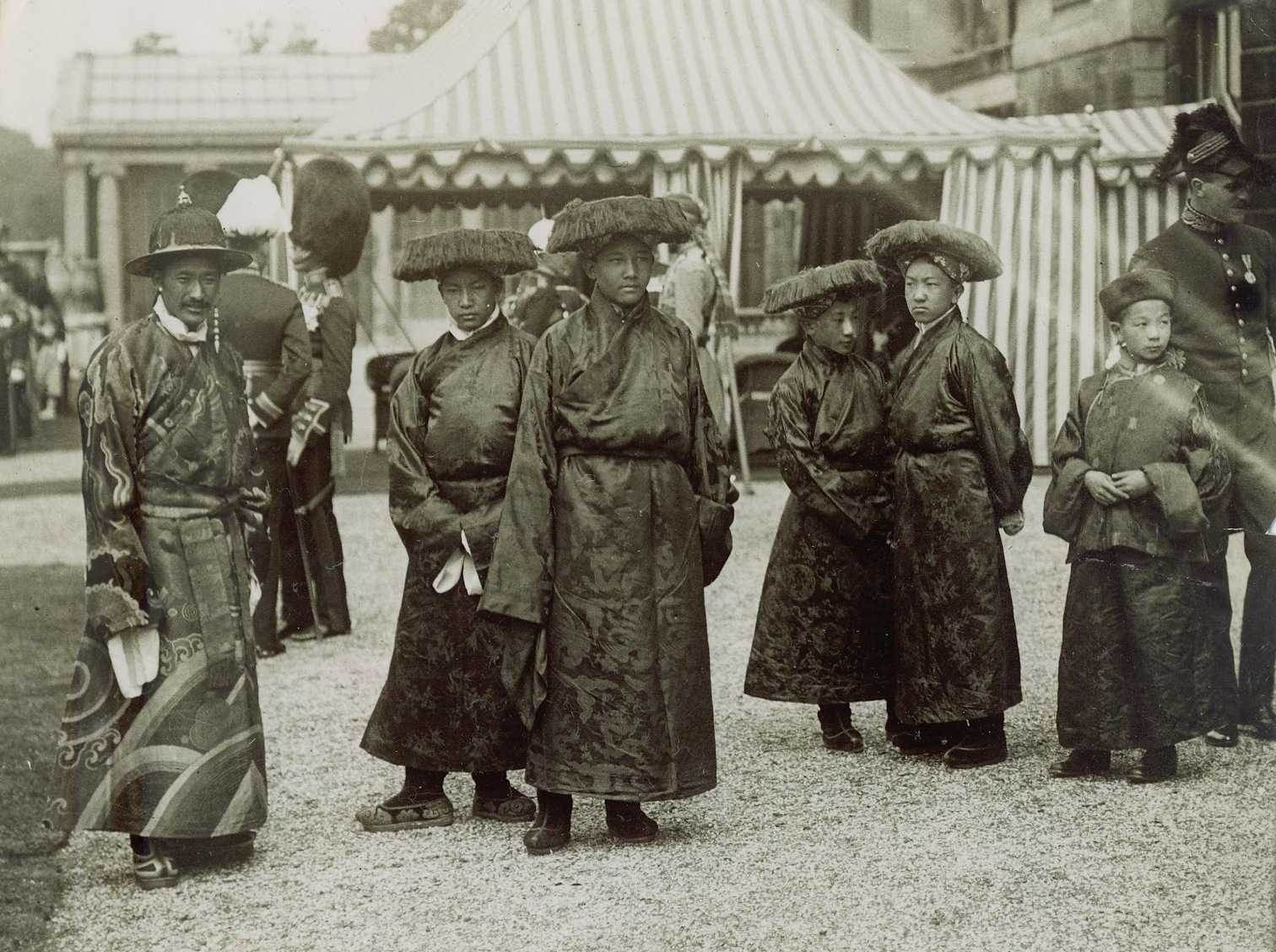
Lungshar, Möndro, Ringang, Kyibu II et Gongkar au palais de Buckingham le 28 juin 1913 après avoir été reçus en audience par le roi George V

Gongkar est l'un des quatre jeunes Tibétains envoyés en 1913 en Angleterre pour y faire des études et y suivre une formation professionnelle, les trois autres étant Ringang, Möndro et Kyibu II. Ces visites ont été approuvées par sir Charles Bell et le 13e dalaï-lama.
Arrivés le 24 avril, ils furent tous admis à l'académie militaire de Heathend, puis à la public school de Rugby. Il est décrit comme l'élève le plus doué des quatre. En juin, ils furent reçus avec Lungshar en audience par le couple royal.
Il a étudié à l'Académie royale militaire de Woolwich dans le sud de Londres en Angleterre et obtint un diplôme en science militaire, puis suivit une formation d'officier auprès de l'armée des Indes britanniques.
On rapporte que l'épouse de Lungshar parvint à séduire l'un des quatre garçons, à priori Gongkar. Elle quitta l'Europe avec son mari en 1914, et était alors enceinte.

## Carrière
Gongkar suivit la formation militaire britannique et fut le premier des quatre garçons à retourner au Tibet. A Lhassa, il a instruit les soldats tibétains sur les nouvelles techniques militaires. Par la suite, lui et deux jeunes officiers furent en poste à Shigatsé. Selon Sir Charles Bell, il a développé l'armée tibétaine rapidement à Shigatsé. Selon Lhalu Tsewang Dorje, on attendait de Gongkar qu'il réorganise l'armée tibétaine, mais il fut affecté à un poste frontière du Kham pour des raisons politiques,.
Selon K. Dhondup, un historien tibétain, il est retourné au Tibet en mars 1919 et est mort de la malaria en novembre 1919 à Lhassa.
La date de la mort de Gongkar est incertaine. Selon David Macdonald, il serait mort en 1917 des suites d'une pneumonie.